# 庫爾特·馮·施萊謝爾
库尔特·冯·施莱谢尔（德語：Kurt von Schleicher，發音：[ˈkʊʁt fɔn ˈʃlaɪçɐ] ⓘ；1882年4月4日—1934年6月30日）是一位德国将军，也是魏玛共和国的最後一任总理。

## 生平
施莱谢尔在勃兰登堡省哈弗尔河畔勃兰登堡出生，父亲是普鲁士官员，母亲是船主的女儿。他在军官学校毕业后，1900年加入德军成为陆军少尉。
一战期间，上司是威廉·格勒纳。1920年代，施莱谢尔在国家防衛军扶摇直上，成为了军队与文官政府之间的重要中介人。他通常喜欢在幕后策划调查，让与军队友好的报章编造文章，并不时利用告密者了解政府部门的行动。故此，他的才能令他能够领导部长事务办公室 (Ministeramt) 。虽然他抱着普鲁士式的权威态度看待秩序、纪律和所谓魏玛时代的腐败，但他相信军队应该令社会各方面團结，实践它的社会义务。而且，他也反对为易北河以东、同为容克的人提供援助 (Osthilfe)。故此，他在经济政策方面比较温和。
德国聯邦大總統保罗·冯·兴登堡委任海因里希·布吕宁為總理，開始總統內閣制。布吕宁于1930至1932年执政期间，施莱谢尔在前者的总统内阁背后扮演重要角色，作为当时国防部长威廉·格勒纳将军的副手。
后来施莱谢尔与总统保罗·冯·兴登堡交好，并与布吕宁和格勒纳有冲突。施莱谢尔的计谋是布吕宁内阁在1932年5月崩溃的主要原因。
弗朗茨·冯·帕彭接任总理，委任施莱谢尔为国防部长。然而施莱谢尔并非跟帕彭一样保守。在该年一次电台访问中，他模糊表示反对军事独裁或是由军队支持的傀儡政权。最后，施莱谢尔与帕彭发生冲突。1932年11月议会大选后，政府未能保持有效的议会大多数，于是帕彭被迫辞职。施莱谢尔接任为德国总理。
为了重获议会大多数，施莱谢尔的计划就是组成一个由他领导的工党政府 (Querfront)，团结德国数方难以应付的势力于一个非议会、专政但又有参与性的政府。于是，他就拉拢社民党工会联盟、天主教工会联盟和纳粹党左翼。然而，斯特拉瑟当时在与希特勒的权力斗争中渐渐处于下风。
这个计划最初略有成果，但最后施莱谢尔遭到两方的抵制。另一方面，先前被迫下台的帕彭知道，总统兴登堡开始怀疑施莱谢尔想实践议会政治，也鄙视他愿意与社民党合作。于是帕彭多番劝谕年老的兴登堡总统任命希特勒为新总理，并由右派政党德国国家人民党在议会做执政党。按照计划，该党会与帕彭控制纳粹党的扩张。施莱谢尔并不知道，帕彭其实分别与希特勒和兴登堡在秘密谈判。之后，兴登堡拒绝为施莱谢尔使用紧急法令和解散议会。总统兴登堡免去施莱谢尔职务，任命希特勒在1933年1月30日接任总理，至此成為魏瑪共和國最後一任總理。
1934年6月30日长刀之夜中，施莱谢尔与他的妻子伊丽莎白在波茨坦别墅被纳粹党人枪杀，有指是希特勒下令。他十六岁的继女首先发现他们的尸体。

## 1932年12月-1933年1月施莱谢尔的内阁
- 库尔特·冯·施莱谢尔 – 总理
- 康斯坦丁·冯·诺伊拉特 - 外交部长
- 弗朗茨·布拉赫特 - 内政部长
- 约翰·路德维希·什未林·冯·克罗西克伯爵 - 财政部长
- 赫尔曼·瓦姆博尔德 - 经济部长
- 弗里德里希·海因里希·卡尔·西鲁普 - 劳工部长
- 库尔特·冯·施莱谢尔 - 国防部长 (Reichswehrministerium)
- 弗朗茨·居特纳 (人民党) - 司法部长
- 保罗·冯·埃尔茨-吕贝纳赫男爵 - 邮政部长和交通部长
- 马格努斯·冯·布劳恩男爵 (人民党) - 农业部长
- 京特·格雷克 - 国家就业及东部援助专员 (Reichskommissar für Arbeitsbeschaffung und Ostsiedlungskommissar)
- 约翰内斯·波皮茨 - 不管部長 (Minister ohne Portefeuille)

| 官衔                  | 官衔                   | 官衔                             |
| --------------------- | ---------------------- | -------------------------------- |
| 前任： 威廉·格勒纳    | 德国国防部长 1932-1933 | 繼任： 费迪南德·冯·布雷多 (代理) |
| 前任： 弗朗茨·冯·帕彭 | 德国总理 1932-1933     | 繼任： 阿道夫·希特勒             |
| 前任： 弗朗茨·冯·帕彭 | 普鲁士总理 1932-1933   | 繼任： 弗朗茨·冯·帕彭            |